# Mihil de Ruyter
Mihil Adriaenszoon de Ruyter (IPA: [miˈxil ˈaːdrijaːnˌsoːn də ˈrœytər], nizozemski admiral, * 24. marec 1607, † 29. april 1676.
Njegovi dosežki z nizozemsko mornarico med angleško-nizozemskimi vojnami so mu prinesli sloves enega najboljših mornariških poveljnikov v zgodovini.
De Ruyter je izhajal iz revnega okolja mornarjev v Zelandiji, ki je že v rani mladosti začel službo mornarja. Predno je dopolnil  30  let starosti je postal pomorski kapitan nizozemske trgovske flote. Leta 1641 je De Ruyter za kratek čas služil kot kontraadmiral med portugalsko obnovitveno vojno, po kateri se je za desetletje vrnil k uspešni trgovski karieri, preden se je upokojil v domačem mestu Vlissingenu. Ob izbruhu prve anglo-nizozemske vojne leta 1652 je De Ruyter sprejel poveljstvo nizozemske mornarice pod admiralom Martenom Trompom, se odlikoval in bil ob koncu vojne povišan v viceadmirala. Leta 1655 je sodeloval v drugi severni vojni na strani Dansko-Norveške proti Švedski.
De Ruyter je bil na začetku druge anglo-nizozemske vojne leta 1665 imenovan za podadmirala in poveljnika nizozemske flote. Leta 1666 je v štiridnevni bitki v južnem delu Severnega morja dosegel težko izbojevano zmago. Leta 1667 je izvedel zelo uspešen napad na Medway, kjer je uničil velik del angleške flote in ujel angleško vodilno ladjo HMS Royal Charles, kar je prineslo ugoden mirovni sporazum za Nizozemce. V tretji anglo-nizozemski vojni so De Ruyterjeve akcije med bitkami pri Solebayu (1672), Schooneveldu (1673) in Texelu (1673) uspešno preprečile invazijo anglo-francoskih sil na nizozemsko obalo. V nadaljnji vojni leta 1676 s Francozi je bil De Ruyter smrtno ranjen s topovsko kroglo v bitki pri Augusti ob Siciliji. Umrl je za posledicami rane teden dni kasneje v Sirakuzah. Njegovo truplo so pripeljali v Amsterdam, kjer so mu priredili državni pogreb v Novi cerkvi (Nieuwe Kerk) .
De Ruyterja, ki je postal nizozemski ljudski junak, so njegovi mornarji in vojaki zelo spoštovali, njegov vzdevek Bestevaêr (zgodnja moderna nizozemščina za »dedek«) pa je še danes v veljavi. Po njem in njegovi paradni ladji je bilo poimenovanih več ladij kraljeve nizozemske mornarice, pripisujejo pa mu tudi ustanovitev nizozemskega mornariškega korpusa.

## Zgodnje življenje
De Ruyter se je rodil 24. marca 1607 v Vlissingenu (angleško: Flushing) v provinci Zelandija kot sin pomorščaka,  ki je sčasoma postal nosač piva, Adriaena Mihilsona in Aagje Jansdochter. O De Ruyterjevem zgodnjem življenju je bilo napisanih veliko anekdot, vendar so dvomljive zgodovinske vrednosti. Nekaj časa je delal na žičnici. Na morje so ga poslali kot čolnarjevega vajenca pri 11 letih, kar je običajna starost, ko zelandski dečki začnejo s plovbo na morju.
Med osemdesetletno vojno proti Španiji, se je Leta 1622 boril kot topničar v novi nizozemski vojski pod vodstvom Mavricija Oranskega proti Špancem med obleganjem Bergen-op-Zooma. Istega leta se je ponovno pridružil nizozemski trgovski floti kjer je napredoval na položaj čolnarja in prvega častnika, preden je pri tridesetih postal poveljnik trgovske ladje. Imel je malo formalne izobrazbe, a je govoril znosno francosko in tekoče angleško.
Neki anonimni angleški biograf de Ruyterja je trdil, da  je bil med letoma 1623 in 1631 dejaven v Dublinu kot agent trgovske hiše bratov Lampsins s sedežem v Vlissingenu in da je tekoče govoril angleško, ko je tam živel. Ta vir pravi, da de Ruyter ni znal irskega jezika. Imel pa naj bi enega irskega prijatelja, ki je imel vodilno vlogo pri zajetju HMS Royal Charles leta 1667.
De Ruyter je občasno potoval kot supertovor v Sredozemlje ali na obalo Barbary. V tistih letih se je navadno imenoval »Mahgyel Adriensoon«, kar je bilo njegovo ime v zelandskem narečju, ki ga je govoril, saj še ni sprejel priimka »De Ruyter«. "De Ruyter" je bil najverjetneje vzdevek, ki mu ga je dal: eno razlago lahko najdemo v starejšem nizozemskem glagolu ruyten ali ruiten, kar pomeni "napadati", kar je bilo znano, da je de Ruyter počel kot zasebnik na Lampsinovi ladji Den Graeuwen Heynst. Drugi predlog je, da ime "Ruyter", kar pomeni "jezdec", spominja na enega od njegovih dedov, ki je bil konjenik.
16. marca 1631 se je poročil z Maayke Velders, kmečko hčerko. 31. decembra istega leta je Maayke umrla, potem ko je rodila hčerko; ki je le tri tedne kasneje tudi umrla. Leta 1633 in 1635 je de Ruyter plul kot navigacijski častnik na krovu ladje Groene Leeuw ("Zeleni lev") na kitolovskih ekspedicijah v Jan Mayen. Do leta 1637 še ni imel svoje komande. Poleti 1636 se je ponovno poročil, tokrat s hčerko bogatega meščana Neeltje Engels, ki mu je rodila štiri otroke – eden od njih je umrl kmalu po rojstvu. Ostali so se imenovali Adriaen (r. 1637), Neeltje (r. 1639) in Aelken (r. 1642). 
Sredi leta 1637 je de Ruyter postal kapitan zasebne ladje, namenjene lovu na Dunkirkerje, roparje, ki so delovali iz Dunkerquea in lovili nizozemske trgovske ladje. To nalogo je opravljal do leta 1640. Po tem je nekaj časa plul kot kapitan trgovske ladje z imenom De Vlissinge. Leta 1641 je admiraliteta Zelandije de Ruyterja imenovala za kapitana Haze, trgovske ladje, predelane za vojaško osebje, ki je nosila 26 topov, v floti pod vodstvom admirala Gijselsa, ustanovljene za pomoč Portugalcem v portugalski obnovitveni vojni proti Filipu IV. Španskemu, ki je bil tudi Portugalski Filip III. Nizozemska flota naj bi se pridružila portugalski eskadrilji, ki se je borila proti Španiji na morju, in de Ruyter je bil imenovan za Schout-bij-nacht ali tretjega poveljnika. Čeprav ta odprava ni imela uspeha, se je de Ruyter odlikoval v boju proti španskemu ladjevju v neuspešni akciji 4. novembra 1641 pri rtu St. Vincent. Vendar pa se je nizozemska flota zaradi izgube dveh ladij in škode na drugih v tej akciji ter umika portugalske eskadrilje po akciji vrnila domov, ne da bi opravila svojo nalogo.
Ko je bila flota razpuščena, se je de Ruyter vrnil v trgovsko službo, ki jo je opravljal kot poveljnik ladje Lampsins ali po nakupu lastne ladje Salamander.
Med letoma 1642 in 1651 je opravil več donosnih trgovskih plovb v Maroko, Brazilijo in Zahodno Indijo, in do leta 1651 je prihranil dovolj denarja za upokojitev. Leta 1650 je de Ruyterjeva druga žena, ki mu je leta 1649 rodila drugega sina Engela, nepričakovano umrla. 8. januarja 1652 se je poročil z vdovo Ano Geldersko in kupil hišo v Vlissingenu za svojo predlagano upokojitev, ki je trajala manj kot eno leto.

## Prva anglo-nizozemska vojna
Med prvo anglo-nizozemsko vojno 1652–1654 se je De Ruyter strinjal, da se bo pridružil razširjajoči se nizozemski floti kot nižji zastavni častnik ali poveljnik, čin, ki je na splošno primerljiv s komodorjevim poveljevanjem zelandski eskadrilji "direktorskih ladij", ki je so bile zasebno financirane vojaške ladje, potem ko je prvotno zavrnil položaj z utemeljitvijo, da so bili drugi zanj bolje usposobljeni. De Ruyter je dokazal svojo vrednost pod vrhovnim poveljnikom podadmiralom Martenom Trompom. Čin general-admirala je bil rezerviran za stadtholderja, vendar tega imenovanja takrat ni imel nihče. Glavna naloga De Ruyterjeve eskadre je bila konvojiranje odhajajočih ali vračajočih se nizozemskih trgovskih ladij skozi Rokavski preliv, kjer so bile ranljive za napade angleških ladij s sedežem v Portsmouthu ali Plymouthu.
Avgusta 1652 je konvoj okoli šestdesetih nizozemskih trgovskih ladij zapustil Nizozemsko proti Sredozemlju, sprva v spremstvu desetih vojnih ladij. Konvoju se je ob obali španske Nizozemske pridružilo nadaljnje spremstvo, ki mu je poveljeval De Ruyter in je sestavljalo med dvajset in trideset bojnih ladij. Natančno število nizozemskih bojnih ladij, ki so sodelovale v kasnejši bitki, ni jasno, toda De Ruyter je plul z 21 bojnimi ladjami iz vseh petih nizozemskih admiralitet, dvema velikima nizozemskima vzhodnoindijskima vojnima ladjama in šestimi topnjačami. Na poti do konvoja so se mu morda pridružile dodatne vojaške ladje in vsaj ena vojaška ladja je bila pred naslednjo bitko poškodovana in se vrnila v pristanišče. 15. avgusta 1652 je konvoj in njegovo spremstvo opazila angleška flota, ki ji je poveljeval pomorski general George Ayscue s približno 45 ladjami. Tri od teh so bile bojne ladje, močnejše od vseh v nizozemski floti, toda, tako kot v De Ruyterjevi floti, so bile mnoge druge majhne oborožene trgovske ladje in ne namensko zgrajene vojne ladje. Popoldne 16. avgusta 1652 je Ayscue poskušal napasti in zajeti nizozemske trgovske ladje s približno devetimi svojimi najmočnejšimi in najhitrejšimi vojnimi ladjami, toda De Ruyter je izvedel protinapad, pri čemer je konvoj ostal nezaščiten, in obkolil tiste angleške vojne ladje, ki so napadle. Bitka, ki je sledila, se je nadaljevala do noči, saj so se številčno premočne angleške ladje lahko zanesle na svoje močnejše topovske baterije, da bi zadržale Nizozemce. Večina najetih angleških trgovskih ladij ni niti poskušala pomagati svojim vojnim ladjam niti zasledovati nizozemskih trgovskih ladij. Ker je bil Ayscue poražen pri svojem namenu, da zajame ali uniči nizozemske trgovske ladje, in ker se je De Ruyter z drznim napadom s svojimi najmočnejšimi ladjami odbil od napada potencialno premočnejše sile, je slednji zmagal v tej bitki pri Plymouthu in rešil konvoj, zaradi česar je za nizozemsko prebivalstvo takoj postal pomorski junak. Med to vojno se je kot poveljnik eskadrilje boril tudi v bitki pri Kentish Knocku in bitki pri Gabbardu.
Trompova smrt med bitko pri Scheveningenu je končala vojno. De Ruyter je zavrnil jasno ponudbo Johana de Witta, da prevzame vrhovno poveljstvo, ker se je imel za "neprimernega" in se je tudi bal, da bi ga to pripeljalo v konflikt z Wittejem de Withom in Johanom Evertsenom, ki sta imela več delovne dobe. Kasneje sta De Ruyter in de Witt postala osebna prijatelja. Polkovnik Jakob Wassenaerski Obdam je nato postal novi nizozemski vrhovni poveljnik flote konfederacije. De Ruyter je sprva zavrnil, da bi postal Obdamov mornariški 'svetovalec in pomočnik', kasneje pa ga je de Witt prepričal, da sprejme, in ostal je v službi nizozemske mornarice na tem mestu, dokler ni sprejel ponudbe amsterdamske admiralitete in 2. marca 1654 je postal njihov viceadmiral V to mesto se je leta 1655 preselil z družino.

## Severne vojne
Julija 1655 je De Ruyter prevzel poveljstvo nad eskadronom osmih ladij, od katerih je bila Tijdverdrijf ("Zabava") njegova paradna ladja, in se s 55 trgovci v konvoju odpravil proti Sredozemlju. Njegov ukaz je bil zaščititi nizozemske trgovinske interese v tej regiji in odkupiti zasužnjene kristjane v Alžiru. Na poti se je srečal z angleško floto pod vodstvom Roberta Blakea in se mu je uspelo izogniti incidentu. Ko je deloval ob obali Barbary, je ujel več zloglasnih korzarjev in po pogajanjih o mirovnem sporazumu s Saléjem se je De Ruyter maja 1656 vrnil domov. 
Istega meseca so se generalni zvezni državi vse bolj zaskrbljeni zaradi ekspanzivnih načrtov švedskega kralja Karla X. odločili posredovati v drugi severni vojni s pošiljanjem flote v Baltsko morje. Švedi so nadzorovali to območje, odkar je Karel napadel Poljsko in zahteval poljski prestol. De Ruyter se je ponovno vkrcal na ladjo Tijdverdrijf in prispel v Øresund, kjer je počakal na prihod Obdama 8. junija. Ko je Obdam prevzel poveljstvo, sta De Ruyter in nizozemsko ladjevje 27. julija odplula, da bi razbremenila oblegano mesto Gdansk, kar jim je uspelo brez prelivanja krvi. Mir je bil podpisan mesec dni kasneje. Preden so zapustili Baltik, je De Ruyterja in druge vojaške častnike sprejel Friderik III. Danski. De Ruyterju je bil všeč danski kralj, s katerim je kasneje postal prijatelj. 
Leta 1658 so se Generalni stanovi po nasvetu vodilnega člana, Kornelisa de Graeffa, enega od županov Amsterdama, odločili, da ponovno pošljejo floto v Baltsko morje, da bi zaščitili pomembno baltsko trgovino in pomagali Dancem proti Švedski agresiji, ki se je nadaljevala kljub mirovnemu dogovoru. V skladu s političnim pristopom Stanov do ravnovesja moči je bila flota pod poveljstvom podadmirala Jakoba Wassenaerskega Obdama poslana brez De Ruyterja, ki je takrat blokiral Lizbono. 8. novembra je prišlo do krvavega spopada, bitke pri Soundu, ki je prinesla nizozemsko zmago in olajšanje Kopenhagna. Kljub temu Švedi še zdaleč niso bili poraženi in Stanovi so se odločili, da bodo še naprej podpirali Dance. De Ruyter je prevzel poveljstvo nove ekspedicijske flote in leta 1659 mu je uspelo osvoboditi Nyborg. Za to ga je danski kralj Friderik III. povišal v viteza. Od leta 1661 do 1663 je De Ruyter opravljal dolžnost spremljanja konvoja v Sredozemlju.

## Druga anglo-nizozemska vojna
Leta 1664, leto pred začetkom druge anglo-nizozemske vojne, je Robert Holmes zajel več trgovskih postaj in ladij nizozemske zahodnoindijske družbe na zahodnoafriški obali, da bi na silo izgnal nizozemski vpliv iz regije.  Čeprav se je Johan de Witt želel izogniti vsesplošni vojni z Anglijo, je menil, da se je treba na to provokacijo odzvati, in predlagal Generalnim stanovom, da se De Ruyterjeva eskadrilja v Sredozemlju pošlje v Zahodno Afriko, da ponovno zavzame tamkajšnje utrdbe Zahodnoindske družbe. De Ruyter je prejel navodila v Málagi 1. septembra 1664 in v začetku naslednjega meseca so bile vse nizozemske zahodnoafriške postojanke ponovno zavzete in eskadrilja je bila pripravljena prečkati Atlantik, da bi napadla angleško ladjevje v Zahodni Indiji in Novo Fundlandsko ribištvo v maščevanje.
De Ruyterjeve dejavnosti v ameriških vodah so imele manj zadovoljive rezultate kot tiste ob zahodni Afriki. Ko je konec aprila 1665 prispel izven Barbadosa v Karibih na krovu svoje paradne ladje Spiegel (neposredno prevedeno kot ogledalo, vendar se v nizozemščini lahko nanaša tudi na krmo ali preprosteje na zadnji del ladje), je svojo floto trinajstih ladij odpeljal v Carlisle Bay, izmenjal ogenj z angleškimi baterijami in uničil veliko tam zasidranih plovil. Ker ni mogel utišati angleškega orožja in je utrpel precejšnje izgube in precejšnjo škodo na svojih plovilih, se je umaknil na francoski Martinik na popravila.
Med plovbo severno od Martinika je De Ruyter ujel več angleških plovil in dostavil zaloge nizozemski koloniji v Svetem Evstahiju. Glede na škodo, ki so jo njegove ladje utrpele na Barbadosu, se je odločil, da ne bo napadel New Yorka, nekdanjega Novega Amsterdama, ki bi bil potreben, če bi Nizozemci želeli ponovno zavzeti svojo nekdanjo novonizozemsko kolonijo. De Ruyter je nato odšel v Novo Fundlandijo, zajel nekaj angleških trgovskih ladij in začasno zavzel mesto St. John's, preden se je vrnil v Evropo in iz previdnosti potoval okoli severne Škotske. 
Decembra 1664 je angleška flota napadla nizozemsko Izmirsko floto. Čeprav napad ni uspel, so Nizozemci januarja 1665 svojim ladjam dovolili, da odprejo ogenj na angleške vojne ladje, ko so bile ogrožene. Vojno so Nizozemci napovedali 4. marca 1665 po dveh nadaljnjih angleških napadih na nizozemske konvoje, enem pri Cadizu in drugem v Rokavskem prelivu. Nizozemska flota je bila prepričana v zmago, vendar je vsebovala precejšen delež starejših ali šibkih ladij. V prvem letu druge anglo-nizozemske vojne so Nizozemci v bitki pri Lowestoftu 13. junija 1665 utrpeli najhujši poraz v zgodovini mornarice Nizozemske republike. Najmanj šestnajst ladij je bilo izgubljenih, ena tretjina osebja je bila ujeta ali ubita; Wassenaerski je bil med mrtvimi.
Ko se je vrnil v republiko, je De Ruyter izvedel, da je bil Wassenaerski ubit pri Lowestoftu. Kornelis Tromp je bil po bitki imenovan za začasnega poveljnika flote konfederacije, vendar ni bil sprejemljiv za režim Johana de Witta zaradi njegove podpore orangistom. De Ruyter je bil politično nevtralen, vendar v prijateljskih odnosih z Johanom de Wittom in njegovimi sodelavci. Njegovi uspehi v oddaljenih vodah, ki so zagotovili, da ni bil vpleten v bitko pri Lowestoftu in okužen s tem porazom, so ga naredili očitnega kandidata za naslednika Wassenaerskega kot poveljnika nizozemske flote, kar mu je uspelo 11. avgusta 1665. Zato je postal podadmiral (čin, ki si ga je leta 1666 delil s petimi drugimi v nizozemskih admiralatih) Rotterdama, položaj, ki je tradicionalno rezerviran za Bevelhebberja van 's-Landtsa Vloota, vrhovnega operativnega poveljnika.
V drugem letu vojne, 1666, je De Ruyter zmagal v težko bojevani štiridnevni bitki od 1. do 4. junija 1666. Razdelitev angleške flote je prvi in drugi dan spopadov dala Nizozemcem številčno prednost. Angleški napad na zasidrano nizozemsko floto prvi dan se je uprl in po dveh dneh boja se je angleška flota umaknila proti Temzi. Vendar je bila angleška flota tretji večer okrepljena z eskadrom nepoškodovanih ladij in se je četrti dan močno borila, tako da se je zdelo, da je Tromp popoldne blizu poraza, dokler De Ruyter ni odločil bitke s presenetljivim napadom, je svoje nasprotnike demoraliziral v umik.
Vendar angleška flota ni bila uničena in 4. in 5. avgusta so Nizozemci utrpeli velike izgube v človeški sili in se komaj izognili katastrofi v bitki na dan svetega Jakoba. Po bitki je De Ruyter obtožil Cornelisa Trompa, da je ignoriral glavni angleški napad na nizozemsko floto in je raje lovil angleško zaledno eskadrilo vse do obale, kar je na koncu privedlo do Trompove odpustitve. De Ruyter je nato resno zbolel in si je opomogel ravno pravi čas, da je prevzel nominalno poveljstvo nad floto, ki je leta 1667, v tretjem letu vojne, izvedla napad na Medway. Napad na Medway je bil del širšega načrta Johana de Witta za izkrcanje nizozemskih čet v Kentu ali Essexu in De Ruyter se ni strinjal niti z de Wittovo fiksacijo na izliv Temze kot kritično prizorišče pomorske vojne niti s tem napadom. Napad na Medway je bil drag in sramoten poraz za Angleže, kar je povzročilo izgubo angleške vodilne ladje HMS Royal Charles in dejansko končal vojno v korist Nizozemcev.
Načrtovani nizozemski napad na angleško sidrišče v Harwichu, ki ga je vodil De Ruyter, so morali opustiti po bitki pri Landguard Fortu ob koncu vojne. Bredski mir je končal vojno.
De Witt je med letoma 1667 in 1671 De Ruyterju prepovedal pluti, da ne bi ogrozil svojega življenja. Leta 1669 je Trompov privrženec izvedel ponesrečil poskus uboja De Ruyterja, ko ga je poskušal zabosti z nožem za kruh v preddverju njegove hiše.

## Tretja anglo-nizozemska vojna
Pogodba iz Brede, ki je julija 1667 končala drugo anglo-nizozemsko vojno, ni odpravila temeljnih vzrokov dolgotrajnega anglo-nizozemskega rivalstva, ki je vključevalo kolonialne prepire, vključno z izključitvijo angleških trgovcev iz nizozemskih kolonij in angleško okupacijo nekdanje nizozemske novonizozemske kolonije in angleška uveljavitev zakona o plovbi. Čeprav so se napetosti med obema narodoma med letoma 1668 in 1670 zmanjšale, je želja Ludvika XIV., da pridobi celotno špansko Nizozemsko ali njen znaten del in nevtralizira Nizozemsko republiko, privedla do tega, da je subvencioniral Karla II. in neizzvan ter neuspešen angleški napad na nizozemsko ladjevje iz Izmira marca 1672. Angleška vojna napoved Nizozemski istega meseca je začela tretjo anglo-nizozemsko vojno, ki ji je maja 1672 sledila francoska vojna napoved Nizozemcem.
Kmalu nato je bila ustanovljena združena anglo-francoska flota, ki ji je poveljeval Jakob II. vojvoda Yorški, lord visoki admiral Anglije z 62 glavnimi vojnimi ladjami in Jean, grof d'Estrées s 30 glavnimi vojnimi ladjami, ki so tvorile eskadrilo konvoja.
Nizozemci so bili presenečeni nad temi dogodki, vendar jim je na koncu uspelo pripraviti močno floto 75 ladij pod vodstvom De Ruyterja. Vendar pa zaradi zamud pri zbiranju svoje flote ni mogel uresničiti svojega načrta, da bi preprečil združitev angleške in francoske flote, da bi ustvaril silo, ki je večja od njegove, zato je uporabil tri različne strategije, da bi se v naslednjih dveh letih spopadel s spreminjajočimi se situacijami. Prvič, želel je povzročiti dovolj škode angleškim ladjam, da bi zahtevala njihova dolgotrajna popravila v preobremenjenih angleških dokih, kot v njegovem napadu na Solebay. V povezavi s tem je De Ruyter, ko je zaznal, da francoska flota ne želi sodelovati v spopadih iz neposredne bližine, v vsako večjo pomorsko bitko ločil majhne eskadrilje, da bi Francoze odvrnil od glavne akcije, pri čemer je svoj napad na angleško floto osredotočil z le rahlo slabšo floto. Tretjič, uporabil je zavetje plitvine, ki so se mu morale večje zavezniške ladje izogniti, kot varno zavetje, pri čemer je ohranil nizozemsko floto nedotaknjeno, dokler ni mogel napasti zavezniške flote v času in pod pogoji, ki jih je sam izbral. Na ta način je angleški in francoski floti preprečil, da bi ustvarili pogoje, potrebne za izkrcanje invazijskih sil.
Potem ko se je sprva umaknil v plitvine blizu nizozemske obale, dokler se združena anglo-francoska flota ni umaknila, da bi napolnila vodo, je De Ruyter 7. junija 1672 v bitki pri Solebayu napadel njihovih 92 ladij. Nizozemsko ladjevje se je osredotočilo na angleško zaledno eskadro, medtem ko se je francoski konvoj s 30 ladjami odmaknil od glavne akcije in se zapletel le v ogenj na dolge razdalje z 10 večjimi in petimi majhnimi nizozemskimi ladjami eskadre Adrijana Banckerta iz Admiralitete Zelandije. Čeprav je bila bitka taktično neodločena, je zmotila anglo-francoske načrte za blokado nizozemskih pristanišč in izkrcanja vojakov na nizozemski obali ter povzročila nesoglasja med zavezniki, kar je bila strateška zmaga De Ruyterja. D'Estréesa so obsodili tako angleška flota kot nekateri njegovi lastni častniki, ker se je oddaljil od Nizozemcev in se z njimi ni tesno spopadel.
Kopenska vojna se je za Nizozemce leta 1672 slabo izšla, imenovali so jo Rampjaar ali "leto katastrofe", kar je vodilo do odstopa in nato umora Johana de Witta avgusta 1672 ter zamenjave republikancev z oranžisti. De Ruyter je bil užaloščen zaradi umorov svojih prijateljev, De Witta in njegovega brata, vendar se je strinjal, da bo še naprej služil kot poveljnik flote. Maja 1673 je poskušal blokirati angleško ladjevje v Temzi s 30 ladjami, a je ta že izplula, zato se je odločil za srečanje s preostalim nizozemskim ladjevjem v obalnih vodah Schoonevelda, kjer je do konca maja je sestavil floto 50 velikih ladij skupaj s fregatami in požarnimi ladjami, skupaj 64. Te omejene vode so nevtralizirale številčno prednost zavezniškega ladjevja, ki je imelo 81 linijskih ladij in več fregat, v dveh bitkah pri Schooneveldu leta 1673 je spretno manevriral, da je zavezniško ladjevje dovolj poškodoval, da ga je prisilil, da prekine blokado nizozemskih pristanišč. Končno je v bitki pri Texelu avgusta istega leta De Ruyterjevo manjše ladjevje preprečilo večjemu zavezniškemu ladjevju izkrcanje čet na nizozemski obali in ga prisililo k umiku. Po bitki pri Texelu je d'Estréesa princ Rupert Renski, ki je poveljeval angleški ladjevju, obtožil, da jo je izdal z bojem na velike razdalje proti največ desetim nizozemskim ladjam. D'Estrées je pozneje priznal, da mu je Ludvik XIV. naročil, naj zaščiti francosko floto, če bi Anglija sklenila mir z Nizozemci.
Nov čin generalpodadmirala je bil ustvarjen posebej za De Ruyterja februarja 1673, ko je novi stadtholder Nizozemske in Zelandije, Viljem III. Oranski, postal general-admiral. Čeprav so zaporedni oranski princi, ko so bili stadtholderji, na splošno osebno poveljevali nizozemski vojski kot njen generalni kapitan, niso nikoli prevzeli poveljstva nad nizozemsko floto kot admiral-general.
Do konca leta 1673 so angleško ljudsko nasprotovanje vojni in francoskemu zavezništvu, spremembe v vladni politiki in verjetnost, da parlament ne bo še naprej zagotavljal financiranja vojne, nagnile Karla II. k miru z Nizozemsko in prekinitvi zavezništva s Francijo. Po razmeroma kratkih pogajanjih je bila marca 1674 ratificirana Westminstrska pogodba, ki je končala vojno.

## Vojna proti Franciji
Angleški umik ni končal pomorskih spopadov v francosko-nizozemski vojni. Ker Ludvik XIV ni želel poslati svoje glavne flote proti močnejšim Nizozemcem, je De Ruyter najprej dobil navodilo, naj svojo floto uporabi za podporo pri 'spustu' na obalo Francoskega preliva in Biskaja, pri čemer bi videz flote ustvaril grožnja z izkrcanjem ali invazijo, s ciljem odvrniti francoske sile od španske Nizozemske in Rena.
V nadaljnjem poskusu, da bi zmanjšal pritisk na Nizozemsko, mu je bilo nato ukazano, naj boj proti Francozom prenese na Karibe. Dne 19. julija 1674 je prispel iz Fort Royala na Martiniku na krovu svoje paradne ladje De Zeven Provinciën, in vodil znatno silo osemnajstih vojnih ladij, devetih skladiščnih ladij in petnajstih transportnih enot s 3400 vojaki. Čeprav naj bi bil njegov cilj tajen, so novice pricurljale v javnost in bile poslane francoskemu guvernerju, kar je francoskim branilcem, ki so bili številčno premočni, omogočilo čas, da pripravijo močan obrambni položaj. Ko so se nizozemske enote naslednji dan izkrcale, da bi poskusile zavzeti Fort Royal,  pri poskusu zavzetja francoskih utrdb so utrpele znatne izgube, vključno z izgubo večine svojih višjih častnikov, zato so se umaknili na ladje a utrpeli izgube 143 padlih in 318 ranjenih vojakov, v primerjavi s samo 15 padlimi francoskimi branilci. Ker je izgubil element presenečenja in ko se je na njegovih ladjah širila bolezen, se je de Ruyter odločil, da ne bo več napadal in se je vrnil v Evropo.
Julija 1674 je izbruhnil Messinski upor  proti španski oblasti in prebivalci Messine so zaprosili za francosko zaščito. Tja je bila septembra 1674 poslana majhna francoska eskadra, a se je pred koncem leta umaknila pred številčnejšimi španskimi silami. Močnejše francoske sile in oskrbovalni konvoj so uspeli prebiti špansko blokado in premagati številčnejšo špansko floto v bitki pri Liparskih otokih 11. februarja 1675, s čimer se je končala španska blokada Messine, zato so Španci zaprosili Nizozemce za pomoč. De Ruyter je bil pozneje leta 1675 poslan v Sredozemlje z osemnajstimi večjimi vojnimi ladjami in številnimi manjšimi plovili, čeprav ta plovila niso imela polne posadke. De Ruyter je menil, da sile, ki so bile zagotovljene, niso zadostovale za to nalogo. Pomanjkanje denarja za popravilo poškodovanih ladij ali gradnjo novih ali rekrutiranje in plačilo dovolj mornarjev, ko se je vojna nadaljevala, je bil velik problem za nizozemsko floto.
Po dvomesečni zamudi na španski obali, ko je čakal na zaloge in podporno eskadrilo, ki so jo obljubile španske oblasti, je De Ruyter konec leta odplul proti Siciliji s samo eno špansko ladjo, dodano njegovi floti 18 nizozemskih vojnih ladij. Ko je v začetku januarja 1676 prispel na Sicilijo, večine večjih francoskih vojaških ladij ni bilo v Messini skupaj z Duquesnom, ki je spremljal revizijski konvoj na Sicilijo, in le nekaj manjših francoskih ladij je ostalo v Messini. Vendar de Ruyter zaradi nasprotnih vetrov ni mogel napasti mesta in je 7. januarja 1676 med križarjenjem blizu Liparijskih otokov v spremstvu več španskih galej naletel na francosko ladjevje, ki ga je vodil konvoj Duquesna. Čeprav sta imeli obe floti podobno število ladij, je bila francoska flota močnejša, s 1.500 topovi proti 1.200 nizozemskim in 7. januarja, ko je De Ruyter meril vreme, ni bilo spopadov. Vendar se je veter čez noč okrepil, zaradi česar so španske galeje morale poiskati zavetje, in zavilo v smer zahod-jugozahod, ki je bila naklonjena Francozom. Duquesne je zato poslal konvoj naprej in se pripravil na napad na Nizozemce.
Med bitko pri Stromboliju 8. januarja 1676 so Duquesnejeve ladje usmerile poševno proti nizozemski floti, zaradi česar so bile izpostavljene nizozemskemu bočnemu ognju: De Ruyterjev konvoj in središče sta ohranila razdaljo tako, da sta se postopoma umikala, s čimer sta svoje francoske nasprotnike zadrževala pod močnim strelnim ognjem in povzročila znatno škodo in žrtve. Francoska eskadrilja konvoja je bila neurejena in dve njeni ladji sta se morali umakniti iz bojne črte, dokler Duquesneju ni uspelo vzpostaviti reda. Nato je večkrat poskušal prekiniti nizozemsko linijo, čeprav sta De Ruyterjeva tesna linearna formacija in teža nizozemskih robov to preprečila. Po večurnem boju je veter zelo oslabel in Francozi so prenehali z napadi. De Ruyter se je izklopil in svojo floto odpeljal v Milazzo s tremi močno poškodovanimi ladjami, ki so jih tja vlekle španske galeje. Svojo podrejeno floto je uspešno branil v taktično neugodnem zavetrnem položaju in povzročil znatno škodo francoski floti.
Ponoči se je veter spet okrepil in Duquesnu se je pridružilo osem ladij iz Messine, toda naslednji dan so špansko eskadrilo opazili in Duquesne se ni želel boriti proti večjim številom v Messinski ožini, zato je peljal svoj konvoj prav okoli Sicilije in ga pripeljal v Messino brez nadaljnjih bojev. Združena nizozemsko-španska flota je odplula v Palermo na popravilo in več mesecev ni bilo nobenih nadaljnjih akcij flote.
Po bitki pri Stromboliju se je De Ruyterju pridružila španska eskadra in poveljstvo nad združeno floto je prepustil španskemu admiralu Don Franciscu de la Cerda. Za napad na Messino so morali zavezniki premagati francosko floto in odločili so se, da bodo napadli Augusto, da bi prisilili francoske vojaške ladje, da zapustijo pristanišče Messina. Napad na Augusto je imel želeni učinek in 22. aprila 1676 sta se floti srečali severno od Auguste. De Ruyter je poveljeval eskadrilji konvoja, španske ladje so tvorile center, druga nizozemska eskadrilja pa je bila v zadnjem delu. Bilo je 29 francoskih linijskih ladij in 13 nizozemskih vojnih ladij, ki niso bile vse primerne za boj v vrsti. Jenkins omenja med deset in štirinajst španskih vojnih ladij, poleg fregat in gasilskih ladij, ki so podpirale Nizozemce, francoska flota pa je bila boljša v ognjeni moči in številu.
Bitka je bila večinoma sestavljena iz hudega boja med obema konvojema, saj je špansko središče ostalo daleč od svojega francoskega nasprotnika, pri čemer so se nekatere ladje v zadnjih eskadriljah prav tako spopadale med seboj. Neaktivnost španskega centra je omogočila vodilnim ladjam Duquesnejevega centra, da so napadle de Ruyterjevo številčno eskadrilo kombijev, čeprav so Nizozemci zdržali te napade, de Ruyter pa je napadel Duquesnovo ladjo z namenom, da bi se nanjo vkrcal, vendar mu je to preprečilo, ko sta dve francoski ladji odšli v njihovo admiralsko pomoč. Ob koncu bitke je De Ruyterju uspelo izvleči svojo eskadrilo z lastnim pomorskim znanjem in pomočjo nizozemske zaledne eskadre.

### Smrt
Med umikom nizozemske eskadrilje konvoja iz spopadov je bil De Ruyter smrtno ranjen, ko ga je topovska krogla zadela v nogo, in umrl je teden dni kasneje v Sirakuzah. Zapisano je, da so ga njegovi francoski nasprotniki počastili s pozdravom, ko je ladja, ki je prevažala njegovo balzamirano truplo na Nizozemsko, šla mimo francoske flote. 18. marca 1677 so de Ruyterju naredili bogat državniški pogreb. Ob tej priložnosti je amsterdamski profesor Petrus Francius recitiral latinsko poslovilno pesem v obsegu skoraj tisoč heksametrov. Njegovo truplo je bilo pokopano v Nieuwe Kerk v Amsterdamu. Praalna grobnica, dokončana leta 1681, ki jo je zasnoval in ustvaril flamski kipar Rombout Verhulst, je na ogled v Nieuwe Kerk. Leta 1679 ga je kot vrhovni poveljnik nasledil Cornelis Tromp.

## Zapuščina
De Ruyterja so zelo spoštovali njegovi mornarji in vojaki, ki so zanj uporabljali ljubkovalni izraz bestevaêr (»dedek«), tako zaradi njegovega neupoštevanja hierarhije, saj je bil tudi sam skromnega porekla, kot zaradi njegovega vztrajanja pri tveganih in drznih podvigov, kljub njegovi običajno previdni naravi.
V čast mu je postavljen kip v njegovem rojstnem kraju Vlissingen, ki gleda na morje. Več mest na Nizozemskem ima po njem poimenovano ulico. Spoštovanje je segalo tudi daleč preko meja republike. Mesto Debrecen mu je postavilo kip zaradi njegove vloge pri prepričevanju španskega podkralja Neaplja, naj osvobodi 26 protestantskih madžarskih duhovnikov iz suženjstva na španskih galejah med njegovim službovanjem na Siciliji.
Šest ladij kraljeve nizozemske mornarice je dobilo ime HNLMS De Ruyter; sedem jih je poimenovanih po njegovi vodilni ladji HNLMS De Zeven Provinciën. De Ruyter je sodeloval pri ustanovitvi nizozemskega marinskega korpusa, ustanovljenega 10. decembra 1665. 
Leta 1954 je Nizozemska izdala dve poštni znamki v čast admiralu de Ruyterju. Leta 2015 je izšel istoimenski biografski film o njegovem življenju, v katerem je v glavni vlogi nastopil Frank Lammers.
Po njem sta poimenovana kraj DeRuyter v New Yorku v Združenih državah in istoimenska vas znotraj mesta.